# 北和
北和（ほくわ）は、令制国の大和国（和州）北部を指す地域名称である。現在では奈良県北部のうち最北部に位置する地域を指す名称として用いられる。

## 概要
厳密な定義がある訳ではなく、奈良市と生駒市のみを指す場合や、これに大和郡山市、天理市、山添村を加える場合もある。さらに生駒郡を含めた場合も見られるが、西和地区に含まれることの方が多い。
大正時代に現在の近鉄奈良線が開業したことにより、より一層大阪との結びつきが強まるようになり、住宅地や行楽地として開発していった。1950年代以降には近鉄系などの不動産会社や自治体等によるニュータウン開発も行われていくようになり、県内でも比較的大阪と結びつきの強い地域であるという特徴が見られる。奈良市・生駒市・山添村ブロックの消費金額に占める県外消費金額割合が26.2%と他地域より高いことや、県外就職率、昼夜間人口比率の低さも大阪都市圏・京都都市圏などの衛星都市であるという性格を如実表している。
その他、面積にして県内の約9%にすぎない奈良市・生駒市の県内に占める影響力は大きく、以下のことがあらわれる。
- 県内人口の約36%を占める[4]
- 県内総生産の約35%を占める[5]
- 県内の市町村民所得の約40%を占める[5]（個人の所得ではなく、経済規模を示す）
- 県内消費のうち約40%を占める[2]
- 県内地価（公示地価）上位30地点中24地点を占める[6]
  - うち商業地は上位30地点中20地点
  - うち住宅地は上位30地点中22地点
  - うち工業地は上位5地点中3地点
- 県内事業所のうち約28%を占める[7]
- 県内年間商品販売額のうち約36%を占める[7]
- 県内の小売店の売場面積のうち約35%を占める[7]

一方で世界遺産「古都奈良の文化財」に代表されるように神社仏閣や史跡が多く、訪日旅行者の訪問率が全国5位であるなかで、日本人・外国人ともに奈良公園周辺の観光者が多く県内を代表する観光地でもある。また、現在奈良県唯一の遊園地である生駒山上遊園地があるほか、かつてあやめ池遊園地があるなど行楽地にも事欠かない。
全国的に比較的早い時期での大手資本による街作りが行われた地域と言える。1960年代以降には自治体等によるニュータウン開発も行われていく。

### 自治体
- 奈良市
- 生駒市
- 大和郡山市
- 天理市
- 山辺郡山添村
- 生駒郡平群町
- 生駒郡安堵町
- 生駒郡三郷町
- 生駒郡斑鳩町

## 用例
- 北和（道の駅情報提供システム（近畿地方整備局））：奈良市、生駒市、天理市、大和郡山市、山添村

- 北和地域産業保健センター： 奈良市、生駒市、天理市、大和郡山市

- 日本共産党　北和地区委員会：大和郡山市、天理市、生駒市、生駒郡、山辺郡山添村（奈良市は奈良地区）
- 北和地区商工会広域協議会：大和郡山市、天理市、奈良東（都祁地区等）、山添村（奈良市、生駒市には各商工会議所がある）
- 北和地域：奈良医療圏（奈良市）、西和医療圏（生駒市、生駒郡、大和郡山市、河合町、上牧町、王寺町）[10]
- 北和都市水道事業協議会： 奈良市、大和郡山市、天理市、生駒市[11]
- 北和地域（県内大学の社会貢献活動及び協働の実態調査）：奈良市、大和郡山市、天理市、生駒市、生駒郡[12]